# Le Limier (collection)
Pour les articles homonymes, voir Limier.
Le Limier est une collection de littérature policière créée en 1946 par Alexandre Ralli aux éditions Albin Michel.

## Historique
Après avoir dirigé la collection L'Empreinte avant la Seconde Guerre mondiale, Alexandre Ralli dirige cette collection jusqu’en 1955.
Dans le catalogue, on trouve essentiellement des romans d’énigme d’auteurs anglo-saxons comme Ellery Queen, Freeman Wills Crofts, Miles Burton, Frances Crane ou Philip MacDonald. On y trouve également des auteurs de romans psychologiques, Shelley Smith ou de romans noirs, Cleve Franklin Adams.
Le premier numéro de la collection est Les Dents du dragon d'Ellery Queen et le dernier, le numéro 53, Crime à Chicago de Fredric Brown.
Le Limier s'arrête en 1955.  En dépit de traductions soignées et de textes de qualité, les Éditions Albin Michel n'ont jamais investi de façon conséquente dans leur collection.  Le rythme des nouvelles parutions, de 1 à 2 par mois, et parfois espacées, l'empêchait de se fidéliser un lectorat et de rivaliser sérieusement avec la forte concurrence des autres collections du genre : Série noire, Le Masque, Un mystère.  En outre, Ellery Queen mis à part, elle ne bénéficiait d'aucun auteur locomotive comme James Hadley Chase et Carter Brown pour la Série noire, Agatha Christie et Charles Exbrayat pour Le Masque ou Erle Stanley Gardner et Jean Bruce pour Un mystère.

## Les titres de la collection
| No | Auteur                                   | Titre                         | Titre original                     | Année de parution dans la collection |
| -- | ---------------------------------------- | ----------------------------- | ---------------------------------- | ------------------------------------ |
| 1  | Queen, Ellery                            | Les Dents du dragon           | The Dragon's Teeth                 | 1946                                 |
| 2  | Burton, Miles                            | Le Bosquet de l'homme mort    | Not a Leg to Stand On              | 1947                                 |
| 3  | Wade, Henry                              | La Femme solitaire            | Lonely Magdalen                    | 1947                                 |
| 4  | Crane, Frances                           | La Boutique turquoise         | The Turquoise Shop                 | 1947                                 |
| 5  | Crofts, Freeman Wills                    | L'Ennemi invisible            | Enemy Unseen                       | 1947                                 |
| 6  | Queen, Ellery                            | La Ville maudite              | Calamity Town                      | 1947                                 |
| 7  | Drax, Peter                              | Crime à Londres               | Sing a Song of Murder              | 1948                                 |
| 8  | Crane, Frances                           | La Boîte dorée                | The Golden Box                     | 1948                                 |
| 9  | Beeding, Francis                         | La Maison du docteur Edwardes | The House of Doctor Edwardes       | 1948                                 |
| 10 | Gilbert, Anthony                         | N'ouvrez pas cette porte...   | Don't Open the Door !              | 1948                                 |
| 11 | Dalton, Moray                            | Les Meurtres de Longbridge    |                                    | 1948                                 |
| 12 | Queen, Ellery                            | Il était une vieille femme    | There Was an Old Woman             | 1948                                 |
| 13 | Coram, Peter                             | La Corde pour le pendre       |                                    | 1948                                 |
| 14 | Queen, Ellery                            | Le Mystère romain             | The Roman Hat Mystery              | 1948                                 |
| 15 | Bowers, Dorothy                          | Feu Mrs Lackland              | Postcript to Poison                | 1949                                 |
| 16 | Marlett, Melba                           | La mort te cherche            | Escape While I Can                 | 1949                                 |
| 17 | Queen, Ellery                            | Le Mystère égyptien           | The Egyptian Cross Mystery         | 1949                                 |
| 18 | Coppel, Alec                             | Scotland Yard en échec        | A Man About a Dog                  | 1949                                 |
| 19 | Queen, Ellery                            | Le Renard et la Digitale      | The Murderer is the Fox            | 1949                                 |
| 20 | Crane, Frances                           | La Violette jaune             | The Yellow Violet                  | 1949                                 |
| 21 | Queen, Ellery                            | Le Mystère espagnol           | The Spanish Cape Mystery           | 1949                                 |
| 22 | Blake, Nicholas                          | Le Bonhomme de neige          | The Case of The Abominable Snowman | 1950                                 |
| 23 | Bowers, Dorothy                          | Ombres                        | Shadows Before                     | 1950                                 |
| 24 | Queen, Ellery                            | Le Mystère French             | The French Powder Mystery          | 1950                                 |
| 25 | Cole, Margaret et Cole, George           | Meurtre en contrepoint        | Counterpoint Murder                | 1950                                 |
| 26 | Crofts, Freeman Wills                    | Mort d’un train               | Death of a Train                   | 1950                                 |
| 27 | Queen, Ellery                            | Le Mystère japonais           | The Door Between                   | 1950                                 |
| 28 | Adams, Cleve Franklin                    | Le Prix du crime              | What Price Murder                  | 1950                                 |
| 29 | Symonds, Francis Addington               | Mon propre assassinat         | Murder of Me                       | 1950                                 |
| 30 | Crane, Frances                           | L'Ombrelle rose               | The Pink Ombrella                  | 1950                                 |
| 31 | Queen, Ellery                            | La Décade prodigieuse         | Ten Days' Wonder                   | 1950                                 |
| 32 | Clason, Clyde B.                         | Meurtre à Knossos             |                                    | 1950                                 |
| 33 | Queen, Ellery                            | La Maison à mi-route          | Halfway House                      | 1951                                 |
| 34 | Slate, John                              | Black Maria                   |                                    | 1951                                 |
| 35 | Smith, Shelley                           | La Meurtrière                 | Come and Be Killed !               | 1951                                 |
| 36 | Jepson, Selwyn                           | Panique !                     | Man Running                        | 1951                                 |
| 37 | Ronald, James                            | Le Suspect                    | This Way Out                       | 1951                                 |
| 38 | Queen, Ellery                            | Le Mystérieux Mr. X.          | The Chinese Orange Mystery         | 1951                                 |
| 39 | Carr, John Dickson et Rhode, John        | Mort dans l'ascenseur         | Drop to his Death                  | 1951                                 |
| 40 | Innes, Michael                           | Danger !                      | The Journeying Boy                 | 1952                                 |
| 41 | White, Ethel Lina                        | Le Cabinet de cire            | Wax                                | 1952                                 |
| 42 | MacDonald, Philip                        | De sac et de corde            | Rope to Spare                      | 1952                                 |
| 43 | Pentecost, Hugh                          | Oblitéré en rouge             | Cancelled in Red                   | 1952                                 |
| 44 | Fleming, H.K.                            | Eden Eden                     |                                    | 1952                                 |
| 45 | Wade, Kathleen                           | Un crime sous le manteau      |                                    | 1952                                 |
| 46 | Burton, Miles                            | L'Héritier de Lucifer         | Heir to Lucifer                    | 1953                                 |
| 47 | Rees, Dilwyn                             | Meurtres à Cambridge          | The Cambridge Murders              | 1953                                 |
| 48 | Disney, Dorothy                          | La meule est en feu !         | Strawstack                         | 1953                                 |
| 49 | Slate, John                              | Le Drame de la clairière      |                                    | 1954                                 |
| 50 | Lockridge, Richard et Lockridge, Frances | Mort d’un géant               | Death of a Tall Man                | 1954                                 |
| 51 | Crane, Frances                           | L'Énigme du collier           | The Indigo Necklace                | 1954                                 |
| 52 | Blake, Nicholas                          | La mort est servie            | Minute for Murder                  | 1954                                 |
| 53 | Brown, Fredric                           | Crime à Chicago               | The Fabulous Clipjoint             | 1955                                 |

## Sources
- Claude Mesplède (dir.), Dictionnaire des littératures policières, vol. 2 : J - Z, Nantes, Joseph K, coll. « Temps noir », 2007, 1086 p. (ISBN 978-2-910-68645-1, OCLC 315873361), p. 210.